# Хилкова, Ивана
Ивана Хилкова (чеш. Ivana Chýlková; род. 27 сентября 1963[…], Прага, Чехословакия[…]) — чешская актриса театра и кино.

## Биография
Родилась в 1963 году в Праге, Чехословакия.
Окончила консерваторию в Остраве, затем в 1985 году театральный факультет Академии музыкальных искусств в Праге.
До 1991 года была актрисой в Драматической студии в Усти-над-Лабем, затем два года в пражском театре «На перилах».
С 1993 года — актриса Драматического клуба в Праге.
В кино снимается с начала 1980-х годов. После небольших ролей исполнила главную роль в фильме «Время слуг» (1989), за роль в фильме «Спасибо за каждое новое утро» (1994) была награждена премией «Чешский лев» в категории «Лучшая актриса» .
Первым браком была замужем за актёром Карелом Роденом, в 1990-х вышла замуж за телеведущего Яна Крауса.

## Избранная фильмография
Начина с 1982 и по 2022 год за 40 лет снялась в более чем 100 проектах, в том числе:
- 1985 — Другая любовь / Iná láska (Чехословакия) — Инга
- 1986 — Папилио / Papilio (Чехословакия) — жена Графа
- 1986 — Пейзаж с мебелью / Krajina s nábytkem (Чехословакия) — Павла
- 1986 — Хорошее освещение / Dobré svetlo (Чехословакия) — Майка
- 1989 — Время слуг / Cas sluhu (Чехословакия) — Дана
- 1990 — Московский полицейский Каминский / «Le flic de Moscou» Crime sous hypnose (Франция) — Варвара
- 1993 — Наследство, или Блин, ребята, гутентаг / Dedictví aneb Kurvahosigutntag (Чехия) — Ульрихова
- 1993 — Семь воронов / Sedmero krkavců (Чехия) — Милада, сестра Вратислава
- 1994 — Страстный поцелуй / Vášnivý bozk (Словакия) — Хана
- 1994 — Спасибо за каждое новое утро / Díky za kazdé nové ráno (Чехия) — Ольга
- 1998 — Лебединое озеро / Jezerní královna (Германия, Чехия) — Королева Озера
- 2000 — Жертвы и убийцы / Obeti a vrazi (Франция) — Яна